# Joachim von Kortzfleisch
Joachim Otto August Achatius von Kortzfleisch (Braunschweig, 3 gennaio 1890 – Sauerland, 20 aprile 1945) è stato un generale tedesco della Wehrmacht durante la seconda guerra mondiale. Il suo intervento e comportamento determinarono il fallimento del colpo di stato militare del 20 luglio 1944.

## Biografia
Joachim von Kortzfleisch nacque in una famiglia aristocratica della Vestfalia, a Braunschweig, nel ducato di Brunswick, figlio del maggiore generale prussiano Gustav von Kortzfleisch (1854-1910) e di sua moglie, Elsbeth Oppermann (1862-1937). Di fede protestante, si arruolò nell'esercito imperiale tedesco nel 1907 e, dopo la prima guerra mondiale, divenne ufficiale nel Reichswehr, raggiungendo il rango di maggior generale nel 1937. Tenente generale e comandante della 1ª divisione di fanteria tedesca allo scoppio della seconda guerra mondiale, per poi passare al comando dell'XI corpo d'armata della Wehrmacht.
Il 20 luglio 1944, come comandante del III distretto militare a Berlino, venne convocato alla Bendlerstrasse dal generale Friedrich Fromm. Quando giunse alla capitale, rimase perplesso di non trovare il generale Fromm al comando, ma al suo posto vi trovò il generale Ludwig Beck. Sfidando gli ordini dei ribelli, si rifiutò veementemente di aderire all'operazione Valchiria con uno dei principali cospiratori, il generale Friedrich Olbricht, sostenendo che il Führer non era morto e agendo secondo il suo giuramento di fedeltà a Hitler. Venne prontamente arrestato e posto sotto guardia dai cospiratori, in quanto ormai era stato informato del complotto, ma continuò a dichiarare che non era disposto a prendere parte ad un colpo di stato, poiché era unicamente un soldato, interessato solo a tornare a casa e togliere le erbacce nel suo giardino. Venne rimpiazzato al comando dal generale Karl Freiferr von Thüngen e gli venne successivamente consentito di lasciare il Bendlerblock. Interrogò successivamente il maggiore Hans-Ulrich von Oertzen, che fu tra i sostenitori del complotto. Rimase meravigliato, in seguito, di apprendere che il capo dei cospiratori era un suo distante cugino, Claus Schenk von Stauffenberg.
Il 2 marzo 1945, divenne comandante dell'Armeegruppe B, sotto il feldmaresciallo Walter Model. Venne colpito a morte dai soldati del 737º battaglione carri dell'esercito degli Stati Uniti il successivo 20 aprile. Il generale e un gruppo di soldati stavano cercando di raggiungere Berleburg, muovendosi dietro le linee nemiche. Una pattuglia americana li incontrò a Schmallenberg-Wulwesort, nella Sauerland. Cercò di difendersi con una pistola automatica, ma venne ben presto accerchiato dai soldati statunitensi. Intimatogli di alzare le braccia ed arrendersi, rifiutò alzando con orgoglio il braccio nel saluto hitleriano e venne freddato sul posto con un colpo al torace. Fu sepolto nel cimitero di guerra di Breuna.

## Nei media
- Operazione Valchiria (Valkyrie), regia di Bryan Singer (2008), interpretato da Ian McNeice.